# Monuments nationaux de Široki Brijeg
Cet article recense les monuments nationaux situés sur le territoire de la ville de Široki Brijeg en Bosnie-Herzégovine et dans la fédération de Bosnie-et-Herzégovine. La liste établie par la Commission pour la protection des monuments nationaux compte 1 monument national inscrit sur la liste principale et 3 monuments inscrits sur une liste provisoire.

## Monument national
| Monument                             | Localité              | Géolocalisation | Datation  | Commentaire éventuel                   | Photo |
| ------------------------------------ | --------------------- | --------------- | --------- | -------------------------------------- | ----- |
| Couvent franciscain de Široki Brijeg | Široki Brijeg-Lištica |                 | 1846-1860 | Avec son église et des biens mobiliers |       |

## Liste provisoire
| Monument                                     | Localité    | Géolocalisation | Datation | Commentaire éventuel | Photo |
| -------------------------------------------- | ----------- | --------------- | -------- | -------------------- | ----- |
| Église Saint-Pierre-et-Saint-Paul de Kočerin | Kočerin     |                 |          | Église catholique    |       |
| Église Sainte-Anne de Ljuti Dolac            | Ljuti Dolac |                 |          | Église catholique    |       |
| Nécropole de Mokro                           | Mokro       |                 |          | Avec des stećci      |       |